# Acromatòpsia
L'acromatòpsia o monocromatisme és la incapacitat de percebre els colors. És una malaltia genètica, congènita i estacionària (no progressiva), lligada al cromosoma X. També s'utilitza aquest terme per designar efectes anàlegs que han estat adquirits com a resultat d'una malaltia o accident.
Consisteix en una anomalia de la visió (en particular, una retinopatia perifèrica bilateral) a conseqüència de la qual només són percebuts els colors blanc i negre. En certs casos d'acromatòpsia, la persona que la pateix només pot percebre els colors primaris. Afecta els bastons i als cons blaus de la retina. En el cas de la ceguesa als colors adquirida hi ha, generalment, una interrupció en les vies neuronals entre l'ull i els centres de la visió del cervell en lloc de la pèrdua de la funció dels cons.
Les formes congènites d'acromatòpsia es consideren estacionàries i no empitjoren amb l'edat.
A causa de la saturació de les varetes, els acromats tenen una aversió a la llum, en brillantor mitjana i alta. A causa d'aquesta forta fotofòbia, els afectats parpellegen o tanquen parcialment els ulls. Reduir l'enlluernament és possible gràcies a les ulleres de filtre. Entre els diversos símptomes de l'acromatòpsia, la fotofòbia es considera el símptoma més molest i incapacitant, segons una enquesta feta a 226 malalts.
Tradicionalment, s'estima que aquesta malaltia afecta una de cada 30.000 persones (dades epidemiològiques recents assenyalen, als EUA, un cas cada 33.000 habitants), i per això es considera dins de les anomenades malalties minoritàries. Afecta per igual a ambdós sexes. A més de la manca de capacitat per percebre els colors, hi ha una pèrdua important d'agudesa visual, gran dificultat de visió en condicions d'alta lluminositat, per exemple a les hores centrals del dia, fotofòbia i nistagme (moviments anòmals i involuntaris dels ulls).

## Acromatòpsia parcial
L'anomenada acròmatopsia parcial és un sinònim de daltonisme, en tant que l'acròmatopsia cerebral al·ludeix a un subgrup de casos en els quals la pèrdua de visió de colors s'associa a un dany de l'escorça visual extraestriada.
S'ha identificat el gen causant d'aquesta malaltia, localitzat a Xq28. Tot i que són dades molt preliminars, usant teràpia gènica s'han pogut curar ratolins que patien aquesta malaltia.